# Aboès
L'aboès ou hautbois du Couserans (voire hautbois ariégeois) est un instrument à vent traditionnel du Couserans, région naturelle des Pyrénées françaises centrales organisée autour de la ville de Saint-Girons, dans le département de l'Ariège. Le mot aboès signifie hautbois en occitan gascon.
Le Couserans a su affirmer son identité culturelle notamment à partir des traditions développées dans la vallée de Bethmale, célèbre pour ses sabots en bois à pointe relevée. L'aboès a ainsi pris sa place dans les groupes folkloriques et traditionnels locaux.
Par son histoire, sa géographie et ses caractéristiques techniques et esthétiques, il est proche des autres hautbois traditionnels occitans (graïle de la Montagne Noire, clarin en Bigorre).

## Histoire
Attestée en Ariège dès le XVIe siècle, la pratique de ce hautbois demeure effective en Couserans jusqu'à la veille de la Seconde Guerre mondiale, quand s'éteignent les derniers praticiens actifs. L'usage de l'aboès renaît au début des années 1970, à l'initiative de quelques groupes et passionnés, comme « Les Bethmalais » et Charles Alexandre, qui effectuent pour ce faire des recherches. L'étude des cinq exemplaires de l'instruments retrouvés permet la fabrication de nouveaux objets fonctionnels et de rejouer un répertoire alors délaissé. Charles Alexandre effectue des enregistrements précieux qui font référence, en Couserans, comme il en fait en parallèle auprès des joueurs de hautbois traditionnels de Bigorre et du Haut Languedoc (bodega).
Des chercheurs ont mis en évidence que l'intérêt de l'ethnomusicologie pour la tradition de hautbois pyrénéen, alors perçue comme emblématique, a produit une certaine négligence des autres traditions, comme celle du violon en Couserans, pourtant active jusque dans les années 1980 et portée bien souvent par les mêmes musiciens.
À partir de 2010, l'impulsion d'un groupe de chercheurs coordonné par le facteur d'instruments et musicien Pierre Rouch aboutit à la réalisation d'une exposition — « Anthologie du hautbois du Couserans : eth noste aboès » —, d'ouvrages et de disques proposant une synthèse de l'histoire, de l'organologie et des potentialités esthétiques de l'instrument.

## Facture

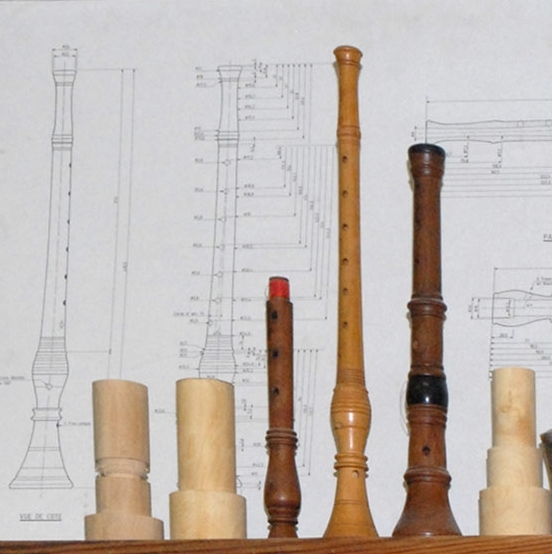
Hautbois occitans

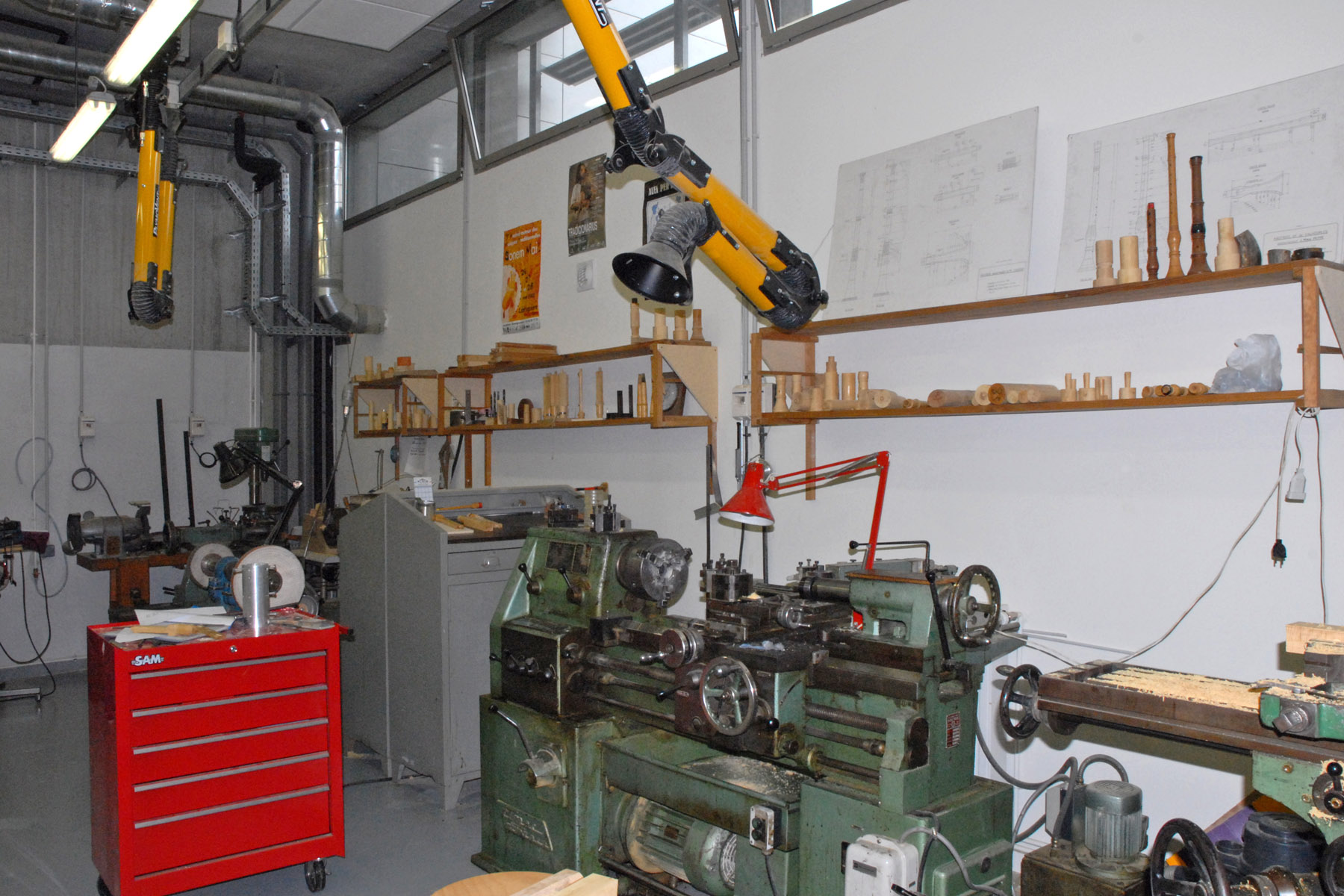
L'atelier de facture instrumentale du COMDT à Toulouse.

L'aboès est un instrument à anche double. Constitué de trois parties, en buis, il mesure entre 47 et 53 cm de long, pour un poids moyen de 280 g. Son pavillon est court et évasé. Six trous permettent le jeu.
Quelques structures et facteurs d'instruments perpétuent et renouvellent la fabrication du hautbois du Couserans, comme l'atelier de facture instrumentale du Centre occitan des musiques et danses traditionnelles de Toulouse encadré par Pascal Petitprez ou le musicien Pierre Rouch.

## Jeu

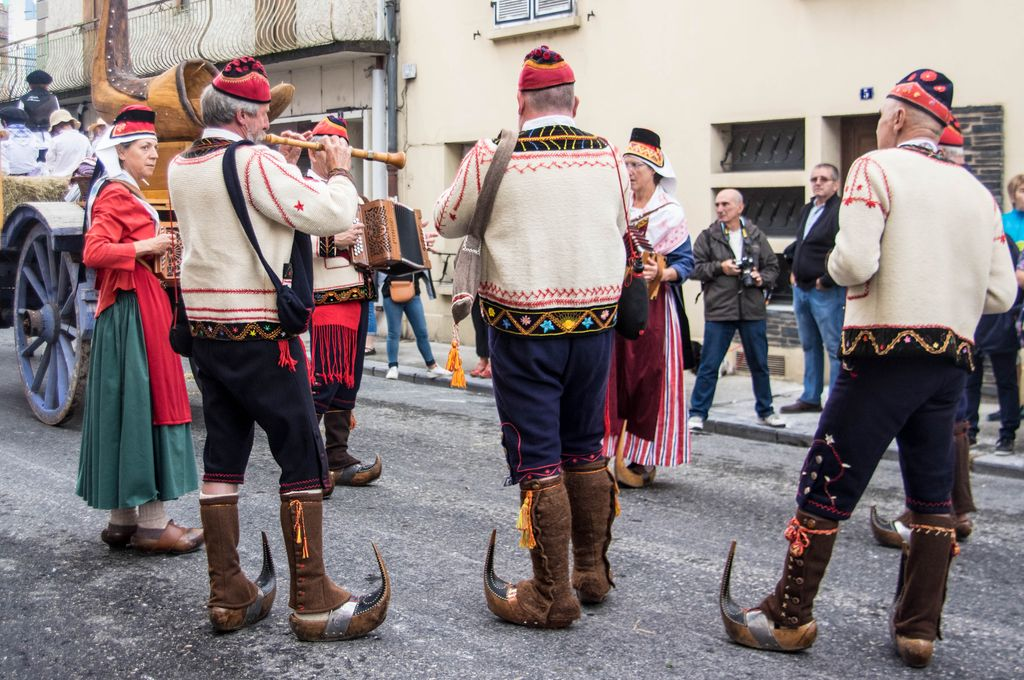
Un joueur d'Aboès du groupe Les Bethmalais avec leurs sabots de Bethmale lors dAutrefois le Couserans en 2017 à Saint-Girons.

Jusqu'au milieu du XXe siècle, l'aboès se joue principalement seul, dans les carnavals et fêtes de village. Au cours du XXe siècle, l'aboès intègre les groupes folkloriques puis les groupes traditionnels liés au mouvement revivaliste. Le joueur d'aboès est appelé abouessaire.